# Gara de Nord (métro de Bucarest)
Gara de Nord est le nom de deux stations de métro roumaines, Gara de Nord 1 sur la ligne M1 et Gara de Nord 2 terminus de la ligne M4 du métro de Bucarest. Elles sont situées dans le quartier Gara de Nord, Sector 1 de la ville de Bucarest. Elles desservent notamment la gare de Bucarest Nord, principale gare ferroviaire de la ville.
Elles sont mises en service en 1987 et 2000.
Exploitée par Metrorex, elles sont desservies par les rames des lignes M1 ou M4, qui circulent quotidiennement entre 5 h 0 et 23 h 0 (heure de départ des terminus). Pour passer d'une station à l'autre il faut sortir du métro. Des stations du Tramway de Bucarest et de bus sont situées à proximité.

## Situation sur le réseau
« Gara de Nord » est le nom de deux stations souterraines proches mais distinctes et sans aucune relation ni pour les voyageurs ni pour les circulations.
Gara de Nord 1 est une station de la ligne M1 du métro de Bucarest, située entre les stations Piața Victoriei, en direction de Dristor 2, et Basarab 1, en direction de Pantelimon.
Gara de Nord 2 est une station terminus qui dispose d'un quai central encadré par les deux voies de la ligne M4 du métro de Bucarest, située après la station Basarab 2, en direction de Parc Bazilescu.

## Histoire
La station, alors terminus, « Gara de Nord 1 » est mise en service le 25 décembre 1987, lors de l'ouverture à l'exploitation du tronçon, long de 2,83 kilomètres depuis Crângași, de la ligne M1. Elle devient une station de passage le 17 août 1989, lors de l'ouverture du prolongement de la ligne jusqu'à Dristor.
À proximité, une nouvelle station terminus « Gara de Nord 2 » est mise en service le 1er mars 2000, lors de l'ouverture à l'exploitation du prolongement, d'une longueur de 3,6 kilomètres, de la ligne M4  depuis l'ancien terminus 1 mai.

## Service des voyageurs

### Accueil
Les deux stations disposent chacune de leurs propres bouches sur la voie routière Calea Griviței et la Piața Gării de Nord. Des escaliers, ou des ascenseurs pour les personnes à mobilité réduite, permettent de rejoindre les salles des guichets et des automates pour l'achat des titres de transport (un ticket est utilisable pour un voyage sur l'ensemble du réseau métropolitain). Il n'y a pas de possibilité de correspondances entre les deux stations, il faut sortir du métro.

### Desserte
À chacune des deux stations Gara de Nord, la desserte quotidienne débute avec le passage des rames parties des stations terminus des lignes M1 ou M4 à 5 h 0 et se termine avec le passage des dernières rames ayant pris le départ à 23 h 0 des stations terminus.

### Intermodalité
Les deux stations de métro desservent la gare de Bucarest Nord qui est desservie par des trains internationaux, régionaux et locaux. À proximité il y a plusieurs stations du Tramway de Bucarest et des arrêts de bus.

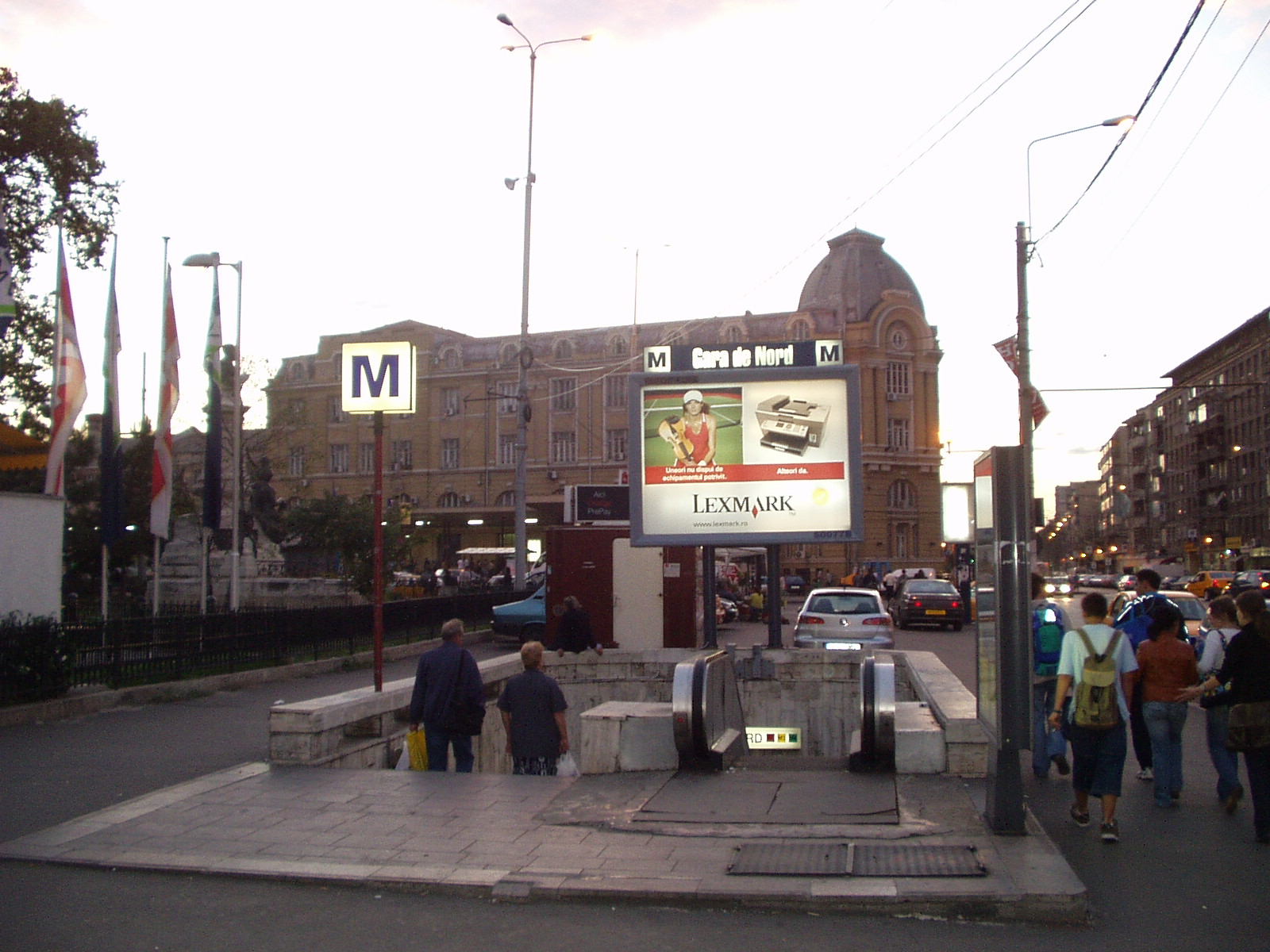
Une bouche du métro, la gare ferroviaire est à gauche.
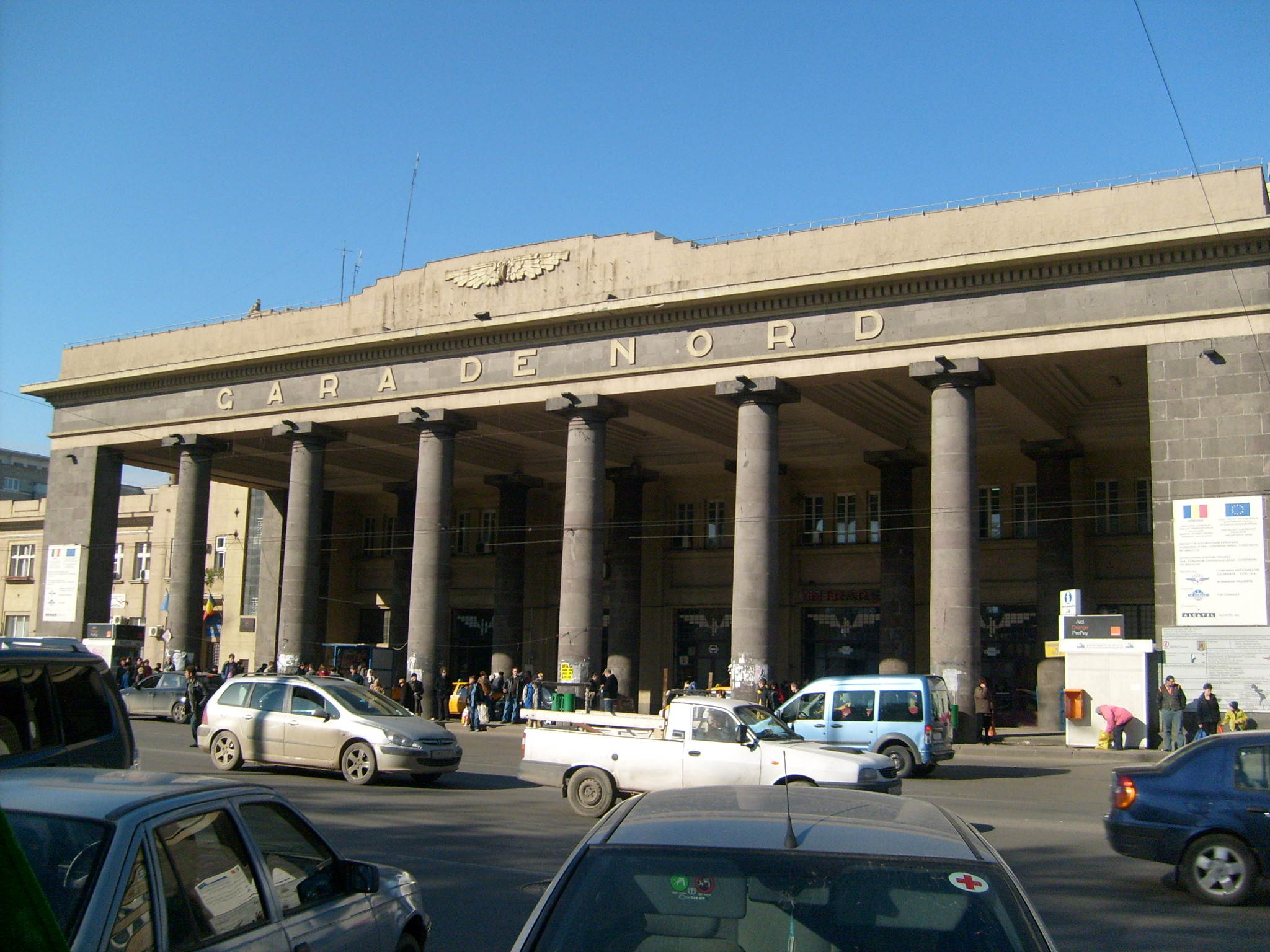
Le bâtiment voyageurs et l'entrée de la gare ferroviaire.